# Amjad Bashir
Pour les articles homonymes, voir Bashir.
Amjad Bashir, né le 17 septembre 1952 à Jhelum au Pakistan, est un homme politique britannique, membre du Parti conservateur.

## Biographie

### Jeunesse
Amjad Bashir est né au Pakistan. Il arrive dans le Yorkshire à l'âge de huit ans lorsque son père est venu à Bradford pour travailler. Il étudie au sein de la Thornton Grammar School de Bradford avant d'être diplômé de génie chimique à l'université de Bradford. Il gère par la suite deux restaurants, l'un à Bradford, l'autre à Manchester.

### Carrière politique
Selon le Parti du respect, Amjad Bashir aurait été choisi en 2012 pour représenter ce parti lors d'une élection à Bradford avant d'être rapidement désinvesti. Pour George Galloway, le leader de ce mouvement d'extrême gauche, Amjad Bashir n'a « pas de réels principes politiques et d'engagements », mais « seulement un opportunisme nu et un intérêt pour soi-même ». Cependant, George Galloway n'a pas indiqué les raisons exactes pour lesquelles Bashir a été désinvesti par le Parti du respect. A contrario, un porte-parole d'Amjad Bashir a affirmé que ce dernier n'avait jamais eu de liens avec le Parti du respect.
La même année, en 2012, Amjad Bashir a rejoint le parti UKIP. Pour les élections européennes de 2014, il a été placé en deuxième place sur la liste du UKIP dans la région du Yorkshire-et-Humber. Récoltant 31 % des suffrages exprimés dans cette région, UKIP y a remporté trois des six sièges en jeu. Bashir a donc été élu député au Parlement européen.
En parallèle, Amjad Bashir a été nommé porte-parole de son parti chargé des PME et le représentant des communautés.
Le 23 janvier 2015, Amjad Bashir a rencontré le Premier ministre conservateur britannique David Cameron dans le but de préparer sa défection du UKIP. Le lendemain, avant l'annonce officielle de son départ, UKIP a annoncé la suspension d'Amjad Bashir pour des raisons financières « sérieuses » et a affirmé avoir transmis des preuves aux autorités compétentes. Depuis, Amjad Bashir a qualifié ces allégations d'« absurdes » et a demandé au parti UKIP de revenir sur ces accusations, faute de quoi il entamerait une procédure judiciaire pour diffamation.
Il a ainsi quitté UKIP et le groupe ELDD au Parlement européen pour rejoindre le Parti conservateur et le groupe européen des Conservateurs et réformistes européens à la fin du mois de janvier 2015.

## Résultats électoraux
| Parti politique         | Parti politique         | Nom                       | Voix   | %       | ±%   | Maj.   |
| ----------------------- | ----------------------- | ------------------------- | ------ | ------- | ---- | ------ |
|                         | Travailliste            | Fabian Hamilton (sortant) | 29 024 | 57,47 % | −5,6 | 17 089 |
|                         | Conservateur            | Amjad Bashir              | 11 935 | 23,63 % | −7,4 |        |
|                         | Libéraux-démocrates     | Jon Hannah                | 5 665  | 11,22 % | 7,5  |        |
|                         | Vert                    | Rachel Harthorne          | 1 931  | 3,82 %  | 2,5  |        |
|                         | Brexit                  | Inaya Iman                | 1 769  | 3,5 %   | 3,5  |        |
|                         | Socialistes verts       | Celia Foote               | 176    | 0,35 %  | 0,1  |        |
| Total des votes valides | Total des votes valides | Total des votes valides   | 50 500 | 100 %   |      |        |
| Électeurs inscrits      | Électeurs inscrits      | Électeurs inscrits        | 70 580 |         |      |        |